# US Silver
US Silver Corporation war ein Bergbauunternehmen mit Sitz in Wallace im US-amerikanischen Bundesstaat Idaho. Die Aktiengesellschaft war auf die Förderung von Silber spezialisiert.

## Geschichte
Die US Silver Corporation entstand im Jahr 2006 durch Kauf der Galena- und Coeur-Minen sowie des Caladay-Projekts inklusive Land und Geräten von Coeur d’Alene Mines für 15 Millionen US-Dollar. Da sich der Silberpreis seitdem vervielfachte, konnten die alten Minen schnell wirtschaftlich erfolgreich betrieben werden.
Im Dezember 2014 fusionierte U.S. Silver & Gold mit der Scorpio Mining Corporation. Das zusammengeführte Unternehmen führt den Namen Scorpio Mining Corporation weiter.

## Minen
Die Minen der US Silver Corporation befinden sich im „Silver Valley“, Idaho, in dem seit dem 19. Jahrhundert Erze gefördert werden. Das Gebiet wird nach dem Stamm Coeur d’Alene nordamerikanischer Ureinwohner beziehungsweise der gleichnamigen Stadt auch als „Coeur-d’Alene-Revier“ bezeichnet.

### Galena-Mine
Die Geschichte der Galena-Mine reicht bis in die 1880er Jahre zurück, als erste Blei-Silber-Adern gefunden wurden. Nach wechselnden Eigentümern wurde die Mine 1947 von ASARCO übernommen. 1953 entdeckte das Unternehmen zufällig eine weitaus ergiebigere Kupfer-Silber-Ader, mit der die jüngere Geschichte der Galena-Mine begann. 1995 gründeten ASARCO und Coeur d’Alene Mines ein Joint Venture zum Betrieb der Mine. Nach der Insolvenz von ASARCO 1999 übernahm Coeur d’Alene Mines deren Anteile.
Infolge des Erwerbs durch US Silver wurde der Betrieb der Galena-Mine nach zweijähriger Pause wieder aufgenommen. Im März 2011 arbeiteten in der Galena-Mine 235 Mitarbeiter. Die Förderung lag bei circa 900 Tonnen pro Tag.

### Coeur-Mine
In der benachbarten Coeur-Mine wurde von 1969 bis 1998 Bergbau betrieben. Von 2007 bis 2009 wurde die Mine, die eine unterirdische Verbindung zur Galena-Mine besitzt, genutzt, um Erz aus der Galena-Mine zur Erzmühle der Coeur-Mine zu befördern. US Silver plant, den Erzabbau in der Coeur-Mine Ende 2011 erneut aufzunehmen.

### Weitere
Das Unternehmen erwarb außerdem den Caladay-Standort und die historische Dayrock-Mine. Gefördert wird an diesen Stellen derzeit (Stand März 2011) nicht.